# Infinity on High
| 전문가 평가          | 전문가 평가 |
| 총 점수              | 총 점수     |
| 출처                 | 점수        |
| -------------------- | ----------- |
| 메타크리틱           | 75/100      |
| 평가 점수            |             |
| 출처                 | 점수        |
| AllMusic             | [ 5 ]       |
| The A.V. Club        | B+          |
| Blender              | [ 7 ]       |
| Entertainment Weekly | A−          |
| The Guardian         | [ 9 ]       |
| NME                  | 7/10        |
| Q                    | [ 11 ]      |
| Rolling Stone        | [ 12 ]      |
| Spin                 | [ 13 ]      |
| USA Today            | [ 14 ]      |

《Infinity on High》는 미국의 록 밴드 폴 아웃 보이의 세 번째 스튜디오 음반으로, 2007년 2월 6일 아일랜드 레코드가 발매했다. 2006년 7월부터 10월까지 캘리포니아주 로스앤젤레스 패트릭 스튜디오에서 녹음된 이 곡은 리드 싱어 겸 기타리스트 패트릭 스텀프가 작곡했으며, 가사는 베이시스트 피트 웬츠가 썼다. 이 음반에는 베이비페이스, 제이Z 등 신인 프로듀서 및 객원 아티스트들과의 협업이 담겨 있으며, 밴드가 알앤비, 소울, 플라멩코 등 장르를 실험하는 모습을 볼 수 있다. 폴 아웃 보이는 이전 발매에서는 사용하지 않았던 호른, 바이올린, 피아노 등의 악기도 활용했다.
《빌보드》가 보도한 대로 이 밴드는 "팝 펑크의 뿌리에서 점점 더 접근하기 쉬운 팝 곡을 쓰기 위해 더 멀리 이동했다"고 말해 그룹의 이전 사운드와는 약간 다른 모습을 보였다. 비평가들은 이 가사가 이 밴드의 명성에 대한 반응으로 작용한다고 느꼈다. 폴 아웃 보이는 음반 홍보를 위해 몇 번의 투어를 시작했는데, 여기에는 Friends or Enemies Tour, Honda Civic Tour, Young Wild Things Tour 등이 포함된다.
《Infinity on High》는 미국 빌보드 200에서 1위로 데뷔하여 첫 주에 26만 장 이상이 팔렸고 밴드의 첫 번째 1위 음반이 되었다. 뉴질랜드에서도 1위에 올라 캐나다, 영국, 호주 등 상위 5개국 내에서 정점을 찍었다. 다섯 곡이 싱글로 발매되었는데, 이 중 세 곡이 〈This Ain't a Scene, It's a Arms Race〉가 이끄는 미국 빌보드 핫 100에서 차트 2위를 차지했다. 이 음반은 스텀프의 보컬과 밴드의 새로운 음악적 방향을 칭찬하는 많은 사람들로부터 전반적으로 긍정적인 평가를 받았고, 전 세계적으로 3백만 장 이상이 팔렸고 미국에서만 240만 장 이상이 팔렸다.

## 배경
폴 아웃 보이는 2005년 음반 《From Under the Cork Tree》를 홍보하기 위해 밴드의 Black Clouds and Underdogs Tour에 이어 두 달간의 휴식을 취한 후 스튜디오로 돌아와 후속 작업을 시작했다. 이 밴드는 투어 중에 새 음반의 곡을 쓰기 시작했고, 그들의 획기적인 성공 후에 탄력을 받기 위해 새 음반을 빠르게 만들 작정이었다. 보컬리스트 패트릭 스텀프는 더 일찍 음반 작업을 시작하고 싶다고 말했지만, 그룹 경영진은 멤버들에게 지속적인 투어 일정에서 회복하기 위해 휴식을 취할 것을 촉구했다.
이 밴드의 레이블인 아일랜드 레코드는 이 그룹이 녹음을 준비하는 동안 변화를 겪었고, 이로 인해 스튜디오 일정은 3주 연기되었다. 베이시스트이자 작사가인 피트 웬츠는 "우리는 분명히 항상 가사를 쓰고 있기 때문에, 돌에서 마지막 한 방울까지 짜내려고 하지 않을 것입니다. 록 산업에서 문제가 되고 있는 부분입니다. 그들은 팬들을 너무 오래 기다리게 하고, 밴드는 지구상에서 사라져 버립니다. 폴 아웃 보이는 그런 식이 아닙니다." 이 기간 동안, 폴 아웃 보이는 〈What's This?〉라는 곡의 커버를 2006년 발매한 《팀 버튼의 크리스마스 악몽》 사운드트랙에 기부했으며, 《스네이크 온 어 플레인》 사운드트랙에 그들의 노래 〈Of All the Gin Joints in All the World〉를 리믹스했다. 웬츠는 또한 로스앤젤레스에 있는 집을 샀고, 그곳에서 그는 많은 시간을 새 노래에 가사를 썼다.

## 곡 목록
작곡은 모두 폴 아웃 보이가 맡았고, 작사는 모두 특별한 언급이 없는 한 패트릭 스텀프와 피트 웬츠가 맡았다.
| #   | 제목                                                                           | 작사·작곡                                       | 프로듀서                 | 재생 시간 |
| --- | ------------------------------------------------------------------------------ | ----------------------------------------------- | ------------------------ | --------- |
| 1.  | 〈Thriller (Feat. 제이Z)〉                                                     |                                                 | 닐 애브론                | 3:30      |
| 2.  | 〈The Take Over, the Breaks Over〉                                             |                                                 | 애브론                   | 3:34      |
| 3.  | 〈This Ain't a Scene, It's an Arms Race〉                                      |                                                 | 애브론                   | 3:32      |
| 4.  | 〈I'm Like a Lawyer with the Way I'm Always Trying to Get You Off (Me & You)〉 |                                                 | 베이비페이스             | 3:31      |
| 5.  | 〈Hum Hallelujah〉                                                             | 스텀프, 웬츠, 조 트로먼, 앤디 헐리, 레너드 코언 | 애브론                   | 3:50      |
| 6.  | 〈Golden〉                                                                     | 스텀프, 웬츠, 트로먼, 헐리, 웨슬리 아이솔드     | 애브론                   | 2:32      |
| 7.  | 〈Thnks fr th Mmrs〉                                                           |                                                 | 베이비페이스             | 3:23      |
| 8.  | 〈Don't You Know Who I Think I Am?〉                                           |                                                 | 부치 워커, 패트릭 스텀프 | 2:51      |
| 9.  | 〈The (After) Life of the Party〉                                              |                                                 | 애브론                   | 3:21      |
| 10. | 〈The Carpal Tunnel of Love〉                                                  | 스텀프, 웬츠, 트로먼, 헐리, 아이솔드            | 애브론                   | 3:23      |
| 11. | 〈Bang the Doldrums〉                                                          | 스텀프, 웬츠, 트로먼, 헐리, 아이솔드            | 애브론                   | 3:31      |
| 12. | 〈Fame < Infamy〉                                                              |                                                 | 애브론                   | 3:06      |
| 13. | 〈You're Crashing, But You're No Wave〉                                        |                                                 | 애브론                   | 3:42      |
| 14. | 〈I've Got All This Ringing in My Ears and None on My Fingers〉                |                                                 | 애브론                   | 4:06      |

## 인증
| 국가                                                  | 인증        | 판매량/출하량 |
| ----------------------------------------------------- | ----------- | ------------- |
| 오스트레일리아 (ARIA)                                 | 2× 플래티넘 | 140,000^      |
| 캐나다 (뮤직 캐나다)                                  | 플래티넘    | 100,000^      |
| 아일랜드 (IRMA)                                       | 플래티넘    | 15,000^       |
| 일본 (RIAJ)                                           | 골드        | 100,000^      |
| 뉴질랜드 (RMNZ)                                       | 플래티넘    | 15,000^       |
| 러시아 (NFPF)                                         | 플래티넘    | 20,000*       |
| 영국 (BPI)                                            | 플래티넘    | 497,078       |
| 미국 (RIAA)                                           | 플래티넘    | 1,000,000^    |
| *판매량을 기반으로 한 인증 ^출하량을 기반으로 한 인증 |             |               |